# Leopold Kompert
Leopold Kompert, né le 15 mai 1822 à Münchengrätz, aujourd'hui Mnichovo Hradiště, en Bohême et mort le 23 novembre 1886 à Vienne, est un écrivain juif de Bohème. Il est l'un des premiers auteurs de langue allemande à avoir décrit, dans ses nouvelles, la vie dans un ghetto.

## Biographie
Fils d'un marchand de laine, Kompert grandit dans le quartier juif de Münchengratz et étudie de 1832 à 1836 au gymnasium piariste de  Jungbunzlau. Là, il se lie d'amitié avec Moritz Hartmann, un de ses camarades de classe. En 1836, Kompert se rend à Prague pour poursuivre des études de philosophie et passer son Abitur. De 1838 à 1840, il s'installe à Vienne où il travaille comme précepteur.

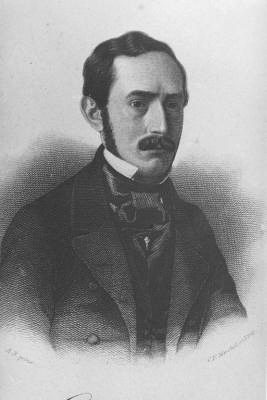
Leopold Kompert

Dès 1840, il commence à écrire et est publié dans plusieurs revues littéraires. Il part alors en Hongrie, où à partir de 1841, il travaille pour le Pressburger Zeitung à Presbourg (aujourd'hui Bratislava capitale de la Slovaquie). De 1843 à 1847, il est précepteur  des enfants du comte George Andrassy et en 1847, Kompert décide de retourner à Vienne pour y étudier la médecine. Il va en être empêché par les évènements révolutionnaires de 1848, et s'oriente alors vers le journalisme: de 1848 à 1852, il est feuilletoniste et éditeur au Österreichischen Lloyd. En 1852, il est nommé à la rédaction du journal, et vit pendant des années comme précepteur dans la maison du consul-général de Prusse, Goldschmidt, (représentant autorisé de la banque Rothschild), puis après son mariage en 1857, avec Marie Pollak, comme employé de la Österreichischen Kreditbank et après 1861 comme pigiste à Vienne. Kompert est désormais un écrivain respecté. En 1857, l'Université de Iéna lui décerne un diplôme de docteur honoris causa. En 1868, il est nommé au conseil gouvernemental et en 1870 inspecteur de district des écoles. En 1876, il devient inspecteur général des écoles de Basse-Autriche. Kompert s'engage à fond dans la Deutsche Schillerstiftung (Fondation Schiller allemande), dont il cofonde la branche viennoise.
Depuis 1873, il est aussi membre du conseil de la communauté juive de Vienne. Kompert est l'un des nombreux auteurs juifs de Mitteleuropa (Europe centrale, qui dans le climat d'antisémitisme aggravé sévissant après les guerres napoléoniennes, encourage les Juifs à émigrer aux États-Unis.
Kompert publie en 1863 dans le Jahrbuch für Israeliten (Annales pour les Israélites), un article d'Heinrich Graetz sur le messianisme, qui va le conduire en justice pour blasphème lors d'un procès à Vienne connu sous le nom de procès Kompert. Lazar Horowitz et Isaak Mannheimer seront appelés comme experts.
En tant que membre du Conseil de la ville de Vienne (1873-1881) et "directeur honoraire de l'éducation de la communauté juive de Vienne", il pousse les Juifs à l'assimilation et à l'intégration. Son cercle d'amis comprend, entre autres, Heinrich Laube, Ferdinand Kürnberger et Emil Kuh.
En 1884, en reconnaissance de son œuvre littéraire et son travail pour le bien commun, il est honoré par l'Empereur avec le titre Regierungsrat (conseiller d'État).
Ses histoires de ghetto seront traduites en plusieurs langues de son vivant.
En 1955, à Donaustadt, le 22e arrondissement de Vienne, une voie, la Kompertgasse a été nommée en son honneur.

## Œuvre

### Premières éditions
- Aus dem Ghetto. Geschichten (Du ghetto - Histoires); Leipzig; éditeur: Fr. Grunow; 1848. [comprenant les contes: Judith die Zweite (Judith la seconde); Alt’ Babele (Vieux Babele); Schlemiel; Die Kinder des Randar’s (Les enfants des Randar); Ohne Bewilligung (Sans autorisation); Mährchen aus dem Ghetto (Contes du ghetto)].
- Böhmische Juden (Les Juifs de Bohême- Contes); Vienne; éditeur:  Jaspar, Hügel und Manz; 1851. [comprenant les contes: Der Dorfgeher (le marcheur du village); Eine Verlorene (Une perdue); Trenderl]
- Am Pflug. Eine Geschichte (À le charrue. Une histoire - Roman, 2 volumes); Berlin; éditeur: Franz Duncker;  1855
- Corporal Spitz (Caporal Spitz)  In: Jahrbuch für Israeliten de l'année 5620 (1859/60);  Vienne; pages: 209 à  245
- Beschrieen In: Illustrirtes Israelitisches Jahrbuch für Ernst und Scherz de l'année 5620 (1859/60);  Tirnau et Pest; pages: 85 à 89
- Neue Geschichten aus dem Ghetto (Nouvelles histoires du ghetto- contes – 2 volumes); Prague; éditeur: Kober und Markgraf;  1860. [comprenant les contes: Eisik's Brille (Les lunettes d'Eisik); Roßhaar (Le crin); Die Schweigerin (La silencieuse); Der Min; Franzefuß (Le pied de Franz); Die Prinzessin (La princesse); Julius Arnsteiner's Beschau (L'examen de Julius Arnsteiner)]
- Geschichten einer Gasse (Histoires d'une ruelle – Nouvelles- 2 volumes); Berlin; éditeur; Louis Gerschel; 1865. [comprenant les contes: Die Jahrzeit; Die Seelenfängerin (Les attrapeuses d'âmes); Gottes Annehmerin (Receveuses de Dieu); Die Augen der Mutter (Les yeux de la mère); Christian und Lea; Die beiden Schwerter (Les deux épées); Der Karfunkel (L'escarboucle)]
- Wie man heirathete (Comment on se marie) In: Jahrbuch für Israeliten de l'année 5626 (1865/66); Vienne; pages: 244 à 352
- Wie Hund und Katze (Comme chien et chat) In: Jahrbuch für Israeliten de l'année 5627 (1866/67); Vienne; pages: 179 à 190
- Die Schwärmerin (La passionnée) In: Concordia, calendrier de l'année 1869; Vienne; pages: 39 à 66
- Zwischen Ruinen. Roman (Entre ruines – roman- 3 volumes); Berlin; éditeur: Otto Janke; 1875
- Franzi und Heini (Roman); 1881

### Autres éditions (sélection)
- Sämtliche Werke (L'intégrale); éditeur: Stefan Hock; 10 volumes; 1906 (avec biographie)
- Ghetto-Geschichten (Ghetto- Histoires); éditeur: Burkhard Bittrich; 1988
- Der Dorfgeher. Geschichten aus dem Ghetto; éditeur: Florian Krobb;  1997

### Ses œuvres traduites en français
- Les Juifs de Bohême; traducteur: Daniel Stauben; éditeur: Michel Lévy frères; 1860; (ASIN B001C6UQ9Q); réédition: éditeur: Ulan Press; 2012; (ASIN B009FCUQIA)
- Scènes du ghetto; éditeur: Michel Lévy frères; 1859; (ASIN B0000DT2CV); réédition: éditeur: Nabu Press; 2012;  (ISBN 1278069216 et 978-1278069210)
- Nouvelles juives; traducteur: Daniel Stauben; éditeur: Hachette; 1873; (ASIN B001C6SXM8); réédition: éditeur Nabu Press; 2010;  (ISBN 1144988519 et 978-1144988515)

## Sources
- Cet article contient des extraits de l'article « KOMPERT, LEOPOLD » de la Jewish Encyclopedia de 1901–1906 dont le contenu se trouve dans le domaine public.
- (de):  Maria Theresia Wittemann: Draussen vor dem Ghetto: Leopold Kompert und die "Schilderung jüdischen Volkslebens" in Böhmen und Mähren;  Tübingen; 1998
- (de):  Kenneth H. Ober: Die Ghettogeschichte: Entstehung und Entwicklung einer Gattung; Göttingen; éditeur: Wallstein-Verl.; 2001;  (ISBN 3892444803)